# جونيور أموريم
جونيور أموريم (بالبرتغالية: Júnior Amorim) هو لاعب كرة قدم برازيلي في مركز الهجوم، ولد في 3 أكتوبر 1972 في بليم في البرازيل. لعب مع جمعية بورتوغيزا الرياضية ونادي فاسكو دا غاما ونادي فورتاليزا.